# Torpedobarsche
Die Torpedobarsche (Malacanthidae) sind eine Familie der Barschverwandten (Percomorpha), die im tropischen Indopazifik und im westlichen Atlantik vorkommt. Die Ziegelbarsche (Latilidae), die ursprünglich als Unterfamilie der Torpedobarsche galten, werden seit 2020 (Eschmeyer’s Catalog of Fishes) bzw. 2021 (Fishbase) als eigenständige Familie angesehen. Die Familie Malacanthidae umfasst somit nur noch die zwei recht unterschiedlichen Gattungen (Hoplolatilus und Malacanthus) der ehemaligen Unterfamilie Malacanthinae.

## Merkmale
Torpedobarsche sind schlanke Fische, von denen die größte Art eine Länge von bis zu 1,25 Meter erreichen kann. Der Körper ist schlank und langgestreckt, im Querschnitt fast rund und nur wenig seitlich abgeflacht, das Kopfprofil ist bei den meisten Arten mehr oder weniger rund. Die Körperhöhe liegt bei 15 bis 29 % (bei Hoplolatilus) bzw. 12 bis 20 % (bei Malacanthus) der Standardlänge. Die Kopflänge liegt bei 19 bis 32 % der Standardlänge, die Kopfhöhe beträgt 57 bis 86 % (bei Hoplolatilus) bzw. 49 bis 64 % (bei Malacanthus) der Kopflänge. Das Maul ist endständig oder leicht unterständig. An jeder Unterkieferseite befinden sich vier (bei Malacanthus) bzw. 5 oder 6 (Hoplolatilus) Sinnesporen. Die Maulspalte steht leicht schräg und reicht nach hinten bis unter die Augen. Der größte Teil des Rumpfes ist mit kleinen, in Hauttaschen sitzenden Kammschuppen bedeckt; die Kopfschuppen sind zum größten Teil Rundschuppen. Die Augen sind groß. Ihr Durchmesser liegt bei 22 bis 31 % (bei Hoplolatilus) bzw. 13 bis 29 % (bei Malacanthus) der Kopflänge. Das Präoperculum ist bei Hoplolatilus gesägt, bei Malacanthus glatt. Am Winkel des Präoperculums sitzt bei Hoplolatilus ein großer Stachel, bei Malacanthus fehlt er. Der Kiemendeckel ist mit einem großen und spitzen Dorn versehen. Den Torpedobarschen fehlt der Knochenkamm vor der Rückenflosse, den einige Arten der Ziegelbarsche haben. Rücken- und Afterflosse sind lang und durchgehend. Die Basen von Rücken- und Afterflosse haben zusammen eine Länge von 80 bis 135 % der Standardlänge, bei den meisten Arten liegt diese Länge bei mehr als 90 % der Standardlänge. Die Schwanzflosse ist mehr oder weniger tief gegabelt mit zugespitzten oder abgerundeten Loben. Die Flossenstrahlen der oberen Hälfte können verlängert sein. Der erste Hämaldorn liegt bei Hoplolatilus unter dem ersten oder zweiten Afterflossenstrahl, bei Malacanthus liegt er unter dem 12ten bis 18ten Afterflossenstrahl. Die Kiefermuskulatur ist komplex und die Adduktoren können in vier Gruppen unterteilt werden.

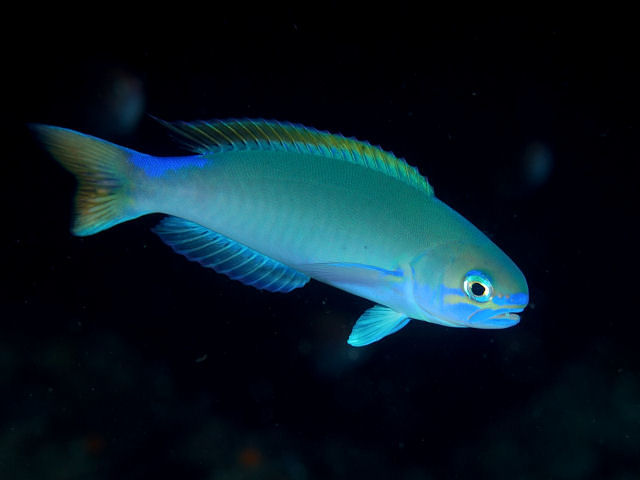
Randalls Torpedobarsch (Hoplolatilus randalli)

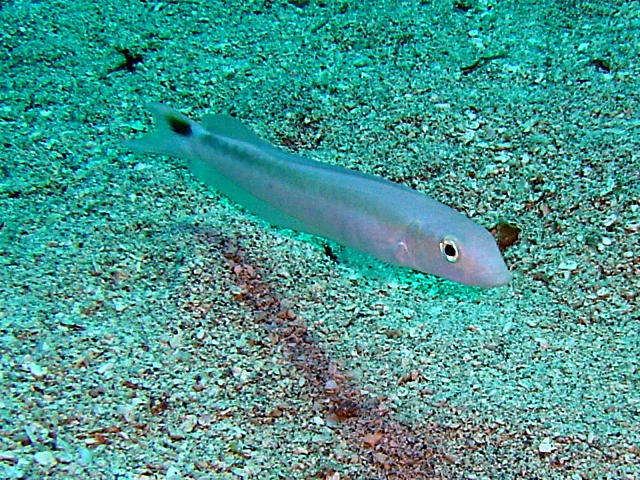
Sand-Torpedobarsch (Malacanthus plumieri)

Oft sind die Jungfische anders gefärbt als die ausgewachsenen Tiere. Der Chamäleon-Torpedobarsch (Hoplolatilus chlupatyi) hat die Fähigkeit zum Farbwechsel.
Morphometrie:
- Gattung Hoplolatilus

- Flossenformel: Dorsale III–X/13–34, Anale I–II/11–26, Ventrale I/5, Caudale 17.
- Schuppenformel: SL 89–141 / 10–20;34–49
- Kiemenreusenstrahlen: 16–28.
- Branchiostegalstrahlen: 6.
- Wirbel: 10-11+14.

- Gattung Malacanthus

- Flossenformel: Dorsale I–IV/37–55, Anale I–II/27–55, Caudale 17.
- Schuppenformel: SL 116–181 / 7–17;31–53
- Kiemenreusenstrahlen: 6–20.
- Branchiostegalstrahlen: 6.
- Wirbel: 10-11+14.

## Lebensweise

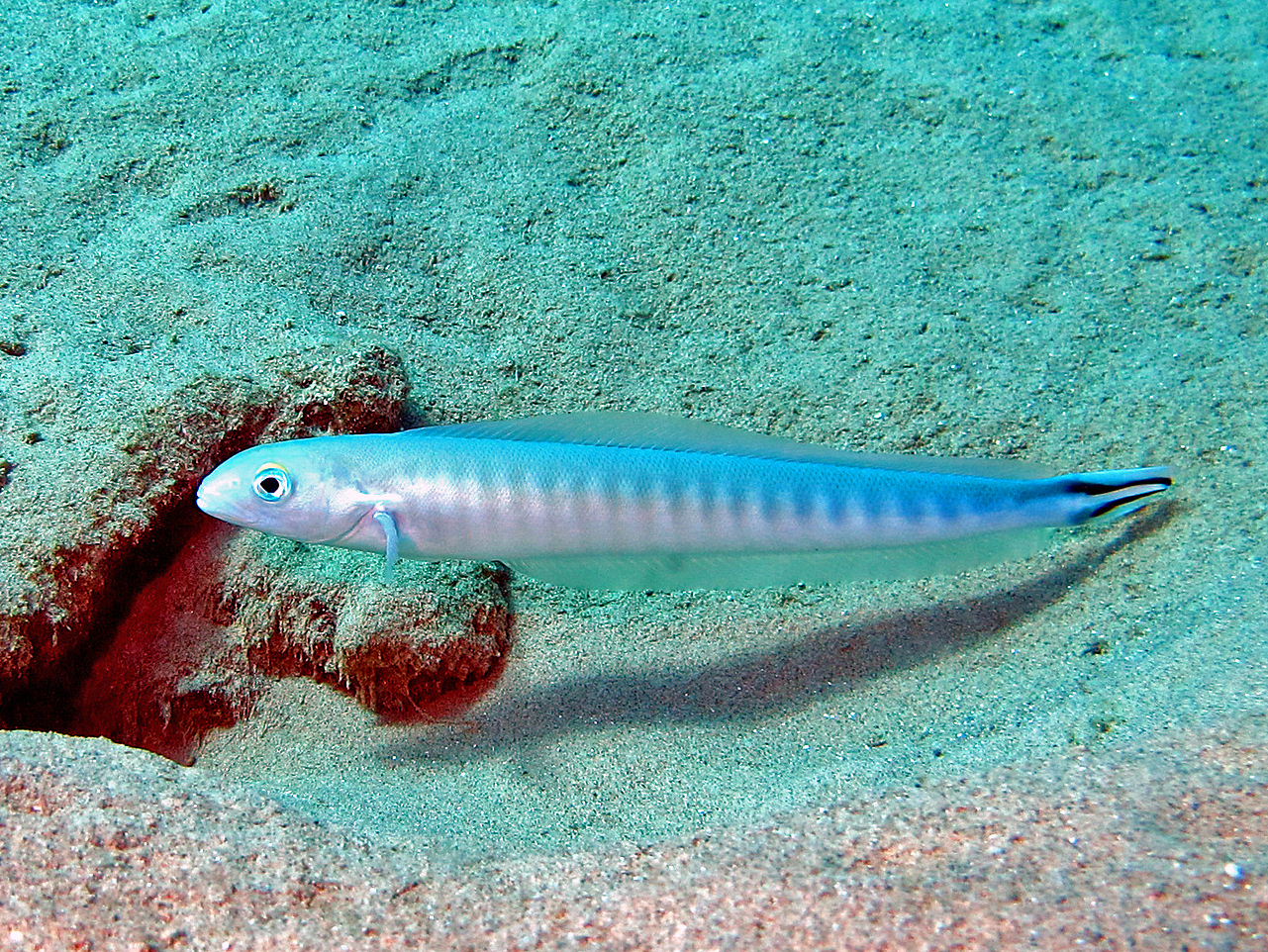
Ein Gestreifter Torpedobarsch (Malacanthus brevirostris) vor seiner Wohnhöhle im Sand

Torpedobarsche kommen meist in geringeren Wassertiefen als die Ziegelbarsche über sandigen, schlammigen oder gemischten Böden vor. Sie leben paarweise oder in größeren Kolonien in selbst gegrabenen Wohnröhren oder in großen, aus Muscheln und Geröll selbst aufgetürmten Burgen bodennah in Tiefen von 20 bis 50 Metern. Die Geröllhaufen können mehrere Meter lang werden. Die meisten Arten ernähren sich von Zooplankton, das sie im Freiwasser – immer in der Nähe des Unterschlupfs bleibend – aufschnappen, andere fressen benthische Wirbellose (Weichtiere, Borstenwürmer, Garnelen, kleine Kopffüßer und kleine Krabben). Der deutsche Name Torpedobarsche kommt von den blitzschnellen Schwimmbewegungen bei der Beutejagd.
Die Fortpflanzung ist unbekannt. Wahrscheinlich betreiben die Fische keine Brutpflege. Sie sind protogyne Zwitter, die nach Erreichen der Geschlechtsreife zunächst weiblich sind und sich mit einem Alter von einem bis zwei Jahren in Männchen umwandeln. Die Larven leben pelagisch und haben auf dem Kopf zahlreiche große Stacheln und gesägte Knochengrate. Diese Merkmale verschwinden mit der Metamorphose zum Jungfisch und dem Übergang zu einer bentopelagischen Lebensweise.
Torpedobarsche werden hin und wieder für die Meerwasseraquaristik importiert, überleben aber meist nicht lange, da sie mit Gift gefangen werden.

## Gattungen und Arten

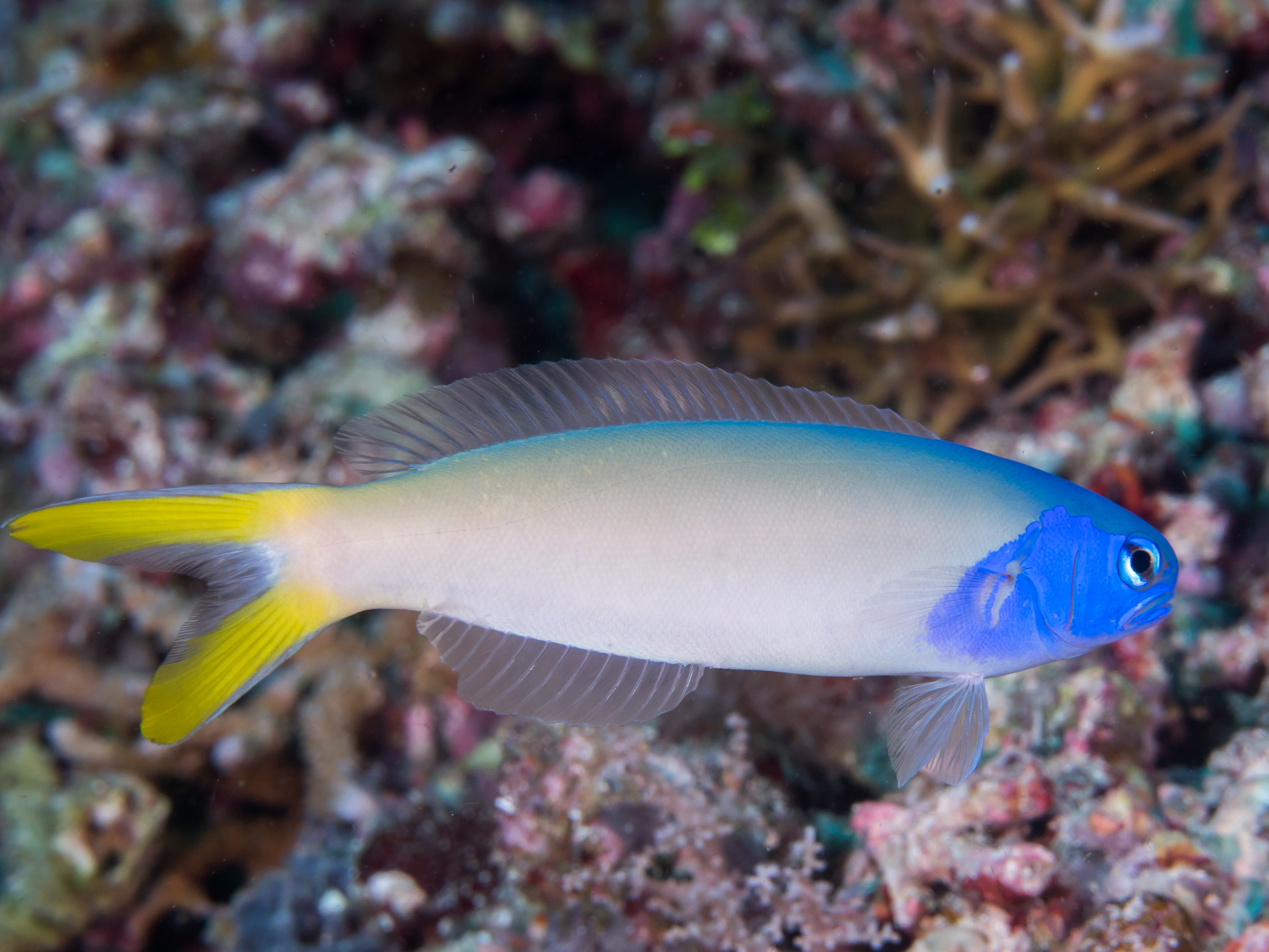
Starcks Torpedobarsch (Hoplolatilus starcki)

Es gibt lediglich zwei Gattungen und 16 Arten:
- Gattung Hoplolatilus
  - Chamäleon-Torpedobarsch (Hoplolatilus chlupatyi) Klausewitz, McCosker, Randall & Zetzsche, 1978
  - Grauer Torpedobarsch (Hoplolatilus cuniculus) Randall & Dooley, 1974
  - Erdmanns Torpedobarsch (Hoplolatilus erdmanni) Allen, 2007
  - Gelbpunkt-Torpedobarsch (Hoplolatilus fourmanoiri) Smith, 1964
  - Plumper Torpedobarsch (Hoplolatilus fronticinctus) (Günther, 1887)
  - Hoplolatilus geo Fricke & Kacher, 1982
  - Goldener Torpedobarsch (Hoplolatilus luteus) Allen & Kuiter, 1989
  - Marcos Torpedobarsch (Hoplolatilus marcosi) Burgess, 1978
  - Hoplolatilus oreni (Clark & Ben-Tuvia, 1973)
  - Hoplolatilus pohle Earle & Pyle, 1997
  - Purpur-Torpedobarsch (Hoplolatilus purpureus) Burgess, 1978
  - Randalls Torpedobarsch (Hoplolatilus randalli) Allen, Erdmann & Hamilton 2010
  - Starcks Torpedobarsch (Hoplolatilus starcki) Randall & Dooley, 1974
- Gattung Malacanthus
  - Gestreifter Torpedobarsch (Malacanthus brevirostris) Guichenot, 1848
  - Blaukopf-Torpedobarsch (Malacanthus latovittatus) (Lacépède, 1801)
  - Sand-Torpedobarsch (Malacanthus plumieri) (Bloch, 1786)